# Giro delle Fiandre femminile 2017
Il Giro delle Fiandre femminile 2017, quattordicesima edizione della corsa e valido come quinta prova dell'UCI Women's World Tour 2017, si svolse il 2 aprile 2017 su un percorso di 153,3 km. La vittoria fu appannaggio della statunitense Coryn Rivera, che completò il percorso in 4h02'38", alla media di 37,909 km/h, precedendo l'australiana Gracie Elvin e l'olandese Chantal Blaak.
Sul traguardo di Oudenaarde 97 cicliste, su 165 partiti, portarono a termine la competizione.

## Squadre e corridori partecipanti
| N.      | Cod. | Squadra                        |
| ------- | ---- | ------------------------------ |
| 1-6     | DLT  | Boels-Dolmans Cycling Team     |
| 11-16   | WHT  | Wiggle-High5                   |
| 21-26   | WM3  | WM3 Pro Cycling Team           |
| 31-36   | SUN  | Team Sunweb                    |
| 41-46   | LPR  | Canyon-SRAM Racing             |
| 51-56   | ORS  | Orica-Scott                    |
| 61-66   | CBT  | Cervélo-Bigla Pro Cycling Team |
| 71-76   | ALE  | ALÉ-Cipollini                  |
| 81-86   | CPC  | Cylance Pro Cycling            |
| 91-96   | TVW  | Team VéloConcept Women         |
| 101-106 | BPK  | BePink-Cogeas                  |
| 111-116 | HPU  | Hitec Products                 |
| 121-126 | LWW  | Lares-Waowdeals Women          |
| 131-136 | LWK  | Lensworld-Kuota                |

| N.      | Cod. | Squadra                     |
| ------- | ---- | --------------------------- |
| 141-146 | FUT  | FDJ-Nouvelle Aquitaine      |
| 151-156 | BTC  | BTC City Ljubljana          |
| 161-166 | LBL  | Lotto-Soudal Ladies         |
| 171-176 | ASA  | Astana Women's Team         |
| 181-185 | SER  | Servetto-Giusta             |
| 191-196 | MIC  | SC Michela Fanini-Rox       |
| 201-206 | DRP  | Drops Cycling Team          |
| 211-216 | PVD  | Parkhotel Valkenburg-Destil |
| 221-226 | VAI  | Aromitalia-Vaiano           |
| 231-236 | TOP  | Top Girls Fassa Bortolo     |
| 241-246 | SVG  | Sport Vlaanderen-Guill D'or |
| 251-256 | ISG  | Giusfredi-Bianchi           |
| 261-266 | LTK  | Lointek                     |
| 271-276 | BPD  | Bizkaia-Durango             |

## Ordine d'arrivo (Top 10)
| Pos. | Corridore            | Squadra       | Tempo    |
| ---- | -------------------- | ------------- | -------- |
| 1    | Coryn Rivera         | Sunweb        | 4h02'38" |
| 2    | Gracie Elvin         | Orica-Scott   | s.t.     |
| 3    | Chantal Blaak        | Boels-Dolmans | s.t.     |
| 4    | Annemiek van Vleuten | Orica-Scott   | s.t.     |
| 5    | Lotte Kopecky        | Lotto-Soudal  | s.t.     |
| 6    | Elena Cecchini       | Canyon-SRAM   | s.t.     |
| 7    | Rasa Leleivytė       | Aromitalia    | s.t.     |
| 8    | Katarzyna Niewiadoma | WM3           | s.t.     |
| 9    | Janneke Ensing       | ALÉ-Cipollini | s.t.     |
| 10   | Elisa Longo Borghini | Wiggle-High5  | s.t.     |